# La farce de maître Pathelin

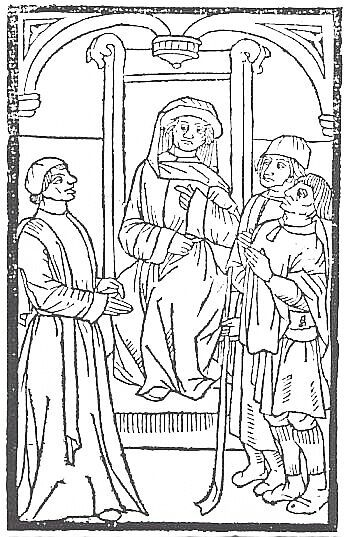
O tribunal em gravura medieval.

La farce de maître Pathelin (A Farsa do Advogado Pathelin) é uma peça de teatro francesa composta no fim da Idade Média, por volta de 1460 (foi encontrada em 1469). A primeira edição impressa data de 1474. Esta peça, na qual não se tem conhecimento do autor, constitui em uma das mais importantes obras do teatro medieval. É considerada a primeira comédia da literatura francesa.
Critica e satiriza os costumes das duas mais fortes classes sociais da França do século XV, os comerciantes e os homens de leis. Os personagens são todos canalhas e Pathelin, o protagonista, mente descaradamente. A história fez com que patelin se tornasse um adjetivo pejorativo referente a alguém hipócrita.
A autoria da obra é atribuída a Pierre Blanchet ou a Antoine de La Sale. É reproduzida com relativa frequência no Brasil.

## Personagens
Os cinco listados com os nomes originais em francês:
- Pierre Pathelin, advogado esperto e ardiloso.
- Guillemette (Guilhermina), astuta mulher de Pathelin.
- Guillaume (Guilherme), comerciante vítima das farsas do advogado.
- Agnelet, empregado de Guilherme.
- o Juiz (le Juge)

## A peça em Portugal
Esta farsa foi encenada em 1973 em Portugal pelo encenador Joaquim Benite, levada a cena pelo Grupo de Teatro de Campolide. 
Foi posteriormente encenada por Jorge Castro Guedes, numa produção do Teatro do Noroeste.
Foi a 68ª produção desta companhia, que estreou no dia 7 de Julho de 2003 no Teatro Municipal Sá de Miranda e que depois fez uma digressão por todas as freguesias e concelhos do distrito de Viana do Castelo.
O elenco foi composto pelos actores Adérito Lopes, Bruno Mendes, Carla Magalhães, Joana Miguel e Rui Barbosa.

## Fonte
- «Centro Dramático de Viana - Teatro do Noroeste»
- «CETbase - Teatro em Portugal»